# Charles Horton Cooley
Charles Horton Cooley (1864-1929) va ser un sociòleg famós per la metàfora del mirall de l'autoconcepte (looking glass self), que explica que la visió del jo prové de la suma dels reflexos de les imatges que els altres projecten sobre el subjecte segons el seu rol social i, per tant, està modulat per la interpretació de com la comunitat veu a l'individu.
Fill de Thomas M. Cooley i lligat a la Universitat de Michigan, va col·laborar en la fundació de l'American Sociological Association, associació que va presidir. El seu mètode es basava en la inducció a partir de l'estudi de casos i els seus eixos fonamentals de recerca van ser l'organització social i la relació entre l'entorn i la subjectivitat, establint ponts amb la psicologia.